# Stanisław Ostrowski
Stanisław Ostrowski (29. října 1892 Lvov – 22. listopadu 1982 Londýn) byl polský politik. V letech 1936–1939 byl posledním polským starostou Lvova a v letech 1972–1979 exilovým prezidentem Polska.

## Život
Jeho otec, Michał Ostrowski, bojoval v lednovém povstání v roce 1863, po němž byl poslán do vyhnanství na Sibiři. Stanisław Ostrowski vystudoval lékařství na Lvovské univerzitě. Během polsko-ukrajinské války (1918–1919) a polsko-sovětské války (1919–1920) byl lékařem polské armády. V roce 1927 se stal přednostou kožního a pohlavního oddělení Státní všeobecné nemocnice ve Lvově a v této funkci setrval až do vypuknutí druhé světové války.
Zapojil se také do komunální politiky a stal se nejprve místostarostou a později starostou Lvova. Byl také po tři volební období poslancem Sejmu za Nestranický blok spolupráce s vládou (Bezpartyjny Blok Współpracy z Rządem). Jako zákonodárce se zaměřil na zdravotnictví a vybudoval si pověst obhájce práv menšin.
Po sovětské invazi do Polska (1939) odmítl opustit město a byl zatčen NKVD. Poté byl vězněn v Moskvě, odsouzen k osmi letům nucených prací a poslán na Sibiř. Mezi jeho spoluvězně zde patřil i Anandyn Amar, bývalý premiér a prezident Mongolska. Ze sovětského zajetí byl propuštěn v roce 1941 na amnestii po dohodě Sikorski-Majski. V roce 1942 se stal důstojníkem Polské armády na východě (Polskie Siły Zbrojne na Wschodzie), již velel generál Władysław Anderse.
V letech 1944–1945 se účastnil jako lékař italského tažení. Po skončení druhé světové války se přestěhoval se do Británie a zapojil se do politiky tamní polské komunity. Později začal pracovat pro polskou exilovou vládu. Stal se třetím polským prezidentem v exilu (1972–1979). Do úřadu nastoupil po smrti prezidenta Augusta Zaleskiho. Zpočátku se musel vypořádat s hlubokou krizí v emigrantských kruzích, jež trvala již od poloviny 50. let. Zaleski, navzdory dřívějším slibům, odmítl odstoupit po sedmi letech v úřadu, což vedlo k vytvoření Rady tří, opozičního orgánu, uznávaného částí emigrantů jako kolektivní hlava státu. Ostrowskiho volba byla radou uznána, a ta se poté sama rozpustila. Z tohoto důvodu je Ostrowski považován za znovusjednotitele polského exilu.
V úřadě se prezentoval jasným odmítáním uznání anexe východních oblastí druhé polské republiky Sovětským svazem po druhé světové válce. Sovětskou "mírovou politiku" 70. let označil za největší podvod v moderní historii.
Ostrowski zemřel v Londýně a byl pohřben na polském vojenském hřbitově v Newark-on-Trent. V listopadu 2022 byly jeho ostatky převezeny do mauzolea prezidentů exilových prezidentů v Chrámu Boží prozřetelnosti ve Varšavě.